# Mary Broadcast
Mary Broadcast ist eine Indie-Pop-Rock-Band aus Wien, Österreich. Gegründet wurde die Gruppe von der Bandleaderin Mary Lamaro, die seit 2015 als „Mary Broadcast“ auftritt. Bekannt wurde die Formation durch ihre Liveauftritte und die Teilnahme an der österreichischen Fernsehshow Österreich rockt den Song Contest 2012. Im Jahr 2018 schlug die Band einen neuen Weg ein und veröffentlichte das vielbeachtete Album SVINX. 2021 verfolgt die Band eine neue Strategie mit PANIC, indem sechs Singles & Videos das ganze Jahr über veröffentlicht werden.

## Geschichte
Mary Lamaro, aufgewachsen in Braunau am Inn in Oberösterreich zog nach der Matura nach Wien, um Jazzgesang zu studieren, was sie auch erfolgreich absolvierte. Währenddessen gründete sie die Mary Broadcast Band, mittlerweile „Mary Broadcast“, welche heute als vierköpfige Indie-Pop-Rock-Band besteht.
Die Band veröffentlichte bislang sieben Alben. 2009 Live Is Beautiful und 2010 Life Is Still Beautiful. Album Nummer vier, Love Is Our Mission, wurde teils von Musikproduzenten Alexander Kahr produziert. Das fünfte Album wurde am 23. Januar 2015 veröffentlicht und heißt Dizzy Venus. Mit diesem Album hat die Band einen starken Schritt Richtung eigene Identität gemacht. Das sechste Album, SVINX, brachte die Band 2018 in musikalisch neue Dimensionen. Es wurde von Mary Broadcast und Markus Kienzl von den Sofa Surfers produziert. „Wolf“ wurde als letzter Song der Musikvideo-Trilogie aus SVINX verfilmt.
Ende August 2020 veröffentlicht die Band erstmals Live-Aufnahmen aus dem Auftritt im Volkstheater in Wien am 1. Januar 2020. Die Band war Teil der Silvester-Gala der Wiener Tschuschenkapelle. Den Anfang macht der Song Lazarus von David Bowie mit einem fulminanten Video. Derzeit arbeitet die Band an einem neuen Album, das 2021 erscheinen soll.
Im Jahr 2021 erscheint eine 6-teilige Konzept-EP PANIC mit sechs Singles und Videos: PANIC, ZONE 4, BASTILLE, SING IT, BAZAR und AVER.

## Diskografie
Alben
- 2009: Life Is Beautiful (Coco Records)
- 2010: Life Is Still Beautiful (Coco Records)
- 2012: Love Is Our Mission (Hitproof)
- 2015: Dizzy Venus (Puppengold Records)
- 2018: SVINX (Between Music)
- 2021: PANIC (Between Music)

Singles
- 2012: How Can You Ask Me (Hitproof)
- 2012: How Close (Is Your Love) (Hitproof)
- 2013: One Nation (Hitproof)
- 2013: Coming Back Tomorrow (Hitproof)
- 2013: Show Me What Is Heaven Like (Between Music)
- 2015: Chasing on the Dancefloor (Puppengold Records)
- 2015: Love Me (Puppengold Records)
- 2017: Memories of Gold (Between Music)
- 2018: First of Her Name (Between Music)
- 2018: Addiction (Between Music)
- 2019: Wolf (Between Music)
- 2020: Lazarus (Between Music)
- 2020: Live: Volkstheater Vienna (Between Music)
- 2021: 6-teilige Konzept-EP PANIC mit sechs Singles und Videos: PANIC, ZONE 4, BASTILLE, SING IT, BAZAR, AVER